# Cesta I. triedy 19
Die Cesta I. triedy 19 (slowakisch für ‚Straße 1. Ordnung 19‘), kurz I/19, ist eine Straße 1. Ordnung in der Slowakei. Sie beginnt in Košice und verläuft generell Richtung Osten durch Sečovce, Michalovce und Sobrance zum slowakisch-ukrainischen Grenzübergang Vyšné Nemecké-Uschhorod. Sie ist Teil der Europastraßen E 50 und E 58.
Die I/19 entstand am 1. August 2015 aus einem Teilstück der Straße 1. Ordnung 50, die zugleich vollständig aufgelöst wurde.

## Verlauf
Die I/19 beginnt in Košice östlich des Stadtzentrums an der Anschlussstelle Prešovská-Sečovská mit der I/16 und I/20. Danach verläuft sie durch den Talkessel Košická kotlina Richtung Košické Oľšany und Bidovce, hinauf zum Dargovpass in den Slanské vrchy. Danach senkt sie in das Ostslowakische Tiefland und passiert Sečovce, Hriadky (Kreuzung mit der I/79) und Trhovište, bevor sie Michalovce erreicht und dort sich mit der I/18 kreuzt. Danach führt sie unweit des Südufers von Zemplínska šírava und in der Sichtweite des Vihorlatgebirges weiter östlich Richtung Sobrance. Sie endet hinter Vyšné Nemecké an der Grenze zur Ukraine (zugleich Außengrenze der EU und des Schengen-Raums), wo sie in die M 08 übergeht, die hinter Uschhorod wiederum an der M 06 ihr Ende findet.

## Ausbauzustand
Die I/19 ist bis auf den Anfang in Košice eine nicht richtungsgetrennte Straße. Zusätzliche Fahrstreifen gibt es in Košice an der Steigung zum Stadtteil Dargovských hrdinov, an den Steigungen rund um Košické Oľšany sowie beiderseits des Dargovpasses. Langfristig soll die Straße durch die Autobahn D1 ersetzt werden, die bisher (Stand 2021) nur bis Bidovce verwirklicht ist. Eine Weiterführung bis zur ukrainischen Grenze ist in Planung.